# 泉崖 (佛羅里達州)
泉崖（英語：Spring Ridge）是位於美國佛羅里達州吉爾克里斯特縣的一個人口普查指定地區。

## 地理
泉崖的座標為29°49′17″N 82°43′17″W / 29.82139°N 82.72139°W，而該地最高點為海拔高度15米（即50英尺）。

## 人口
根據2010年美國人口普查的數據，泉崖的面積為8.32平方千米，均爲陸地。當地共有人口398人，而人口密度為每平方千米47人。